# Adam F
Adam F, właściwie Adam Fenton (ur. 8 lutego 1972 w Liverpoolu) – brytyjski DJ i producent muzyczny, tworzący muzykę głównie z gatunku drum and bass. W 1998 roku, za swój debiutancki album Colours otrzymał nagrodę MOBO.
Jest założycielem i współwłaścicielem niezależnej wytwórni płytowej Breakbeat Kaos.